# ТВ Јужни Судан
ТВ Јужни Судан (енгл. Southern Sudan Television) је телевизијска станица у Јужном Судану, која је отпочела своје емитовање 18. децембра 2010. године преко сателита Арабсат-Бадр6. Седиште јој је у главном граду Џуби. Програм се приказује између 10 часова ујутро до поноћи сваког дана по локалном времену.